# 艾河畔布雷特维尔
艾河畔布雷特维尔（法語：Bretteville-sur-Ay，法語發音：[bʁɛtvil syʁ ɛ]）是法国芒什省的一个市镇，属于库唐斯区。

## 地理
艾河畔布雷特维尔（49°15'37"N, 1°37'57"W）面积9.75 平方千米，位于法国诺曼底大区芒什省，该省份为法国西北部沿海省份，西、北、东北三面环大西洋，东起顺时针与卡爾瓦多斯省、奧恩省、马耶讷省和伊勒-维莱讷省接壤。
与艾河畔布雷特维尔接壤的市镇（或旧市镇、城区）包括：艾河畔圣日耳曼、拉艾。
艾河畔布雷特维尔的时区为UTC+01:00、UTC+02:00（夏令时）。

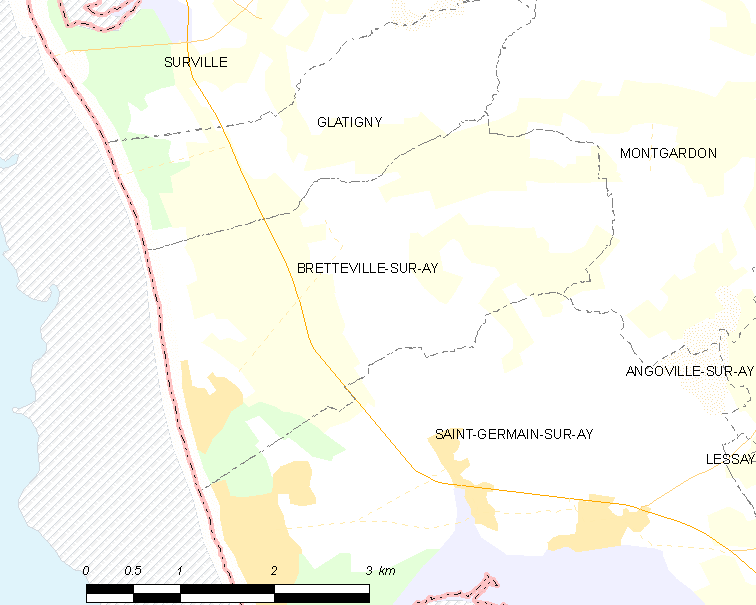
艾河畔布雷特维尔的OSM定位图

## 行政
艾河畔布雷特维尔的邮政编码为50430，INSEE市镇编码为50078。

## 政治
艾河畔布雷特维尔所属的省级选区为克雷昂斯县。

## 人口

1962-2008年间艾河畔布雷特维尔人口变化图示

艾河畔布雷特维尔于2022年1月1日时的人口数量为436人。